# Natalie de Manerville
Natalie de Manerville est un personnage de fiction de La Comédie humaine d'Honoré de Balzac.
Née autour de l'année 1797, descendante du duc d'Albe et apparentée à la famille Claës, c'est la fille d'un riche banquier espagnol mort lorsqu'elle avait treize ans. Enfant gâtée, elle est en 1822 le plus riche parti de Bordeaux. Du moins lui attribue-t-on une dot de plusieurs millions qu'elle est loin d'avoir, sa mère ayant ruiné son mari longtemps auparavant. Mère et fille mènent cependant grand train pour entretenir l'illusion de leur fortune.
Lorsque Paul de Manerville demande Natalie en mariage, sa mère est dans l'incapacité de payer le tiers de la dot comme c'est l'usage. La mère temporise, et elle s'arrange pour que le contrat de mariage soit finalement conclu en faveur de Natalie si elle reste sans enfants. Elle lui conseille à mots couverts de fermer la porte de sa chambre à son  mari dans Le Contrat de mariage.
Ayant ruiné son mari, Natalie de Manerville tombe follement amoureuse de Félix de Vandenesse en 1830, dans Le Lys dans la vallée, dont le récit est constitué de la lettre où Félix lui raconte son amour pour madame de Mortsauf. Fort sèchement, Natalie lui répond que son chagrin ne la touche pas et qu'elle n'a pas l'intention de remplacer madame de Mortsauf ou Lady Dudley.
Natalie n'a pas une nature raffinée : elle croit avoir séduit le comte Andrea Marcosini et lui donne un rendez-vous. Le comte ne s'y rend pas, dans Gambara.
Elle reste très jalouse de la femme de Félix de Vandenesse dans Une fille d'Ève et tente de jeter Marie-Angélique de Vandenesse dans les bras de Raoul Nathan au bal de Lady Dudley. Manœuvre sur le point de réussir, mais que Marie-Eugénie du Tillet, sœur de Marie-Angélique, et son propre mari feront échouer.
Pour les références, voir :